# Kurt Kraft
Kurt Kraft (* 2. Dezember 1927 in Nenzing; † 14. August 2021) war ein österreichischer Politiker (ÖVP) und Landesbeamter. Er war von 1969 bis 1974 Abgeordneter zum Vorarlberger Landtag und von 1975 bis 1985 Bürgermeister von Nenzing.

## Ausbildung und Beruf
Kurt Kraft besuchte nach der Volksschule Nenzing das Gymnasium Feldkirch und wurde noch vor dem Abschluss des Gymnasiums 1944 zum Reichsarbeitsdienst einberufen. Er diente danach ab 1944 im Zweiten Weltkrieg und geriet in amerikanische bzw. französische Kriegsgefangenschaft. Nach seiner Rückkehr 1945 arbeitete er als kaufmännischer Angestellter bei Malin in Feldkirch, 1951 trat er in den Dienst des Landes Vorarlberg. Er war von 1955 bis 1992 als Einkauf-Sachbearbeiter beim Landesstraßenbauamt in Feldkirch beschäftigt. 1992 wurde er pensioniert.

## Politik und Funktionen
Kraft trat 1959 der ÖVP bzw. dem ÖAAB bei und fungierte von 1965 bis 1983 als Ortsparteiobmann der ÖVP Nenzing. Er war auf Bezirksebene Mitglied der Bezirksparteileitung der ÖVP Bludenz und auf Landesebene als Mitglied des Landesparteivorstandes und des Landesparteirates der ÖVP Vorarlberg aktiv. Im ÖAAB wirkte er als Obmann und stellvertretender Obmann des ÖAAB Nenzing und war Bezirksobmann bzw. stellvertretender Bezirksobmann des ÖAAB Bludenz. Er wurde 1965 in die Gemeindevertretung von Nenzing gewählt und wurde zugleich Mitglied des Gemeinderates, wobei er das Referat Bauen betreute. Er war zudem von 1970 bis 1975 Vizebürgermeister und danach von 1975 bis 1985 Bürgermeister von Nenzing.
Als Abgeordneter des Wahlbezirkes Bludenz war er vom 5. November 1969 bis zum 3. November 1974 Abgeordneter zum Vorarlberger Landtag. Zugleich war er Mitglied im Landwirtschaftlichen Ausschuss.
Neben seinen politischen Mandaten war Kraft auch in verschiedenen Vereinen aktiv. Er war Gründungsmitglied des FC Nenzing, Mitglied des Gartenbauvereins, Mitglied des Skivereins Nenzing, Mitglied des Fördervereins des Gymnasiums Feldkirch und Initiator bzw. Gründungsmitglied der Musikschule Walgau in Nenzing. Zudem wirkte er als Obmann der Regionalplanungsgemeinschaft Walgau, war stellvertretender Obmann der Agrargemeinschaft Nenzing1 sowie Elternvereinsobmann des Gymnasiums Feldkirch und Obmann des Abwasserverbandes Walgau.

## Privates
Kraft war Sohn des Eisenbahners Albert Kraft und dessen Gattin Rosa. Er heiratete 1963 Elfriede Wust und wurde 1964, 1966 und 1967 Vater jeweils eines Kindes.

## Auszeichnungen
- Großes Verdienstzeichen des Landes Vorarlberg (1991)